# Emiel-Jozef De Smedt
Emiel-Jozef De Smedt (Opwijk, 30 ottobre 1909 – Bruges, 1º ottobre 1995) è stato un vescovo cattolico belga.

## Primi anni di vita, formazione e ministero sacerdotale
Monsignor Emiel Jozef de Smedt nacque nella fabbrica di birra di famiglia a Opwijk il 30 ottobre 1909. La famiglia, al quale apparteneva anche il cardinale Dusmet, aveva antenati nella chiesa locale fin dal XIV secolo. Era figlio di Joseph de Smedt (1875 - 1968), imprenditore e sindaco di Opwijk, e Sophie Couckx (1883 - 1969). Era il primo di nove fratelli.
Dopo le scuole secondarie, proseguì gli studi al seminario di Malines e alla Pontificia Università Gregoriana di Roma. Lì, nel 1938, conseguì il dottorato in filosofia e teologia, con una tesi intitolata "L'unità dello Spirito Santo con i giusti, secondo Basilio il Grande".
Il 29 settembre 1933 fu ordinato presbitero; nel 1935 divenne professore e direttore spirituale del seminario San Giuseppe di Malines. Nel 1945 divenne rettore del seminario maggiore di Malines.

## Ministero episcopale
Il 29 giugno 1950 papa Pio XII lo nominò vescovo ausiliare di Malines e titolare di Elusa. Come motto scelse la parola Ministrando (in servizio). Ricevette l'ordinazione episcopale il 29 giugno 1950 dal cardinale Jozef-Ernest Van Roey, arcivescovo metropolita di Malines, coconsacranti il vescovo ausiliare di Gand Jean-Marie van Cauwenbergh e quello di Malines Léon-Joseph Suenens.
Il 30 luglio 1952 venne nominato 24º vescovo di Bruges. Prese possesso della diocesi il 7 settembre successivo.
Durante il suo episcopato ordinò 620 sacerdoti diocesani, tra i quali Johan Bonny, Roger Vangheluwe e Godfried Danneels. Fu anche coconsacratore del futuro cardinale Godfried Danneels, dei suoi vescovi ausiliari Maurice Gérard De Keyzer e Eugeen Laridon e del suo successore Roger Vangheluwe.
Soprattutto durante i primi dieci anni di episcopato, la Chiesa nella sua diocesi ebbe un notevole sviluppo. Vennero realizzati un gran numero di chiese, scuole, centri parrocchiali e conventi. Il finanziamento derivò in parte dalla lotteria annuale della Domus Dei per la cui organizzazione era chiesto aiuto e collaborazione a tutti i fedeli.

## La battaglia della scuola
Nel 1954 salì al potere un governo socialista e liberale che succedette a un esecutivo guidato dal Partito Sociale Cristiano, in carica dal 1950. Questo esecutivo, guidato da Achille Van Acker aveva in programma di introdurre una nuova legislazione meno favorevole all'istruzione cattolica. Il ministro della pubblica istruzione Leo Collard si fece promotore di questa legislazione. Questa battaglia sulla scuola prese proporzioni pesanti e portò a manifestazioni di massa. La diocesi di Bruges in questa battaglia occupò una posizione rilevante. Come contromossa vennero istituite nuove scuole o notevolmente ampliate quelle già esistenti. Questo avvenne anche grazie alla generosità del pubblico, in particolare attraverso l'organizzazione "Scuola e famiglia".
Quando furono annunciate le elezioni per il 1º giugno 1958, molti pensarono di essere giunti a un momento cruciale. Se la coalizione rosso-blu avesse continuato a governare, non ci sarebbe stato alcun miglioramento per l'educazione cattolica. Una parte notevole della campagna elettorale verté sul tema dell'istruzione e il Partito Sociale Cristiano puntò a riconquistare la posizione perduta. Il CVP ottenne la maggioranza assoluta in Senato, ma per alcuni seggi, mancava della maggioranza alla Camera dei rappresentanti. A causa della nuova situazione, venne siglato un accordo tra le parti con un patto sulla scuola che portò alla pace ed ancora oggi è la base per i rapporti tra le autorità e i vari sistemi scolastici.
Nell'ottenere il risultato elettorale De Smedt giocò un ruolo non trascurabile. Aveva infatti scritto una lettera pastorale, letta in tutte le chiese il 25 maggio 1958, in cui affermava che per raggiungere l'obiettivo era necessario che tutti i credenti votassero per il CVP; affermò anche che chi avesse votato per l'Unione Popolare avrebbe commesso un peccato grave. Questo partito riponeva molte speranze in queste elezioni. Raccolse però pochi voti, ottenendo un solo seggio alla Camera. L'intervento del vescovo di Bruges, che non venne seguito in modo risoluto dagli altri ordinari diocesani, fu quindi preso molto male nei circoli nazionalisti fiamminghi che ancora oggi ricordano monsignor De Smedt solo per questo motivo. Questo intervento fu l'ultimo consiglio di voto dato al pubblico da un vescovo belga.

## Ruolo durante il Concilio Vaticano II e l'ecumenismo
Quando nel 1959 fu annunciato il Concilio Vaticano II, per De Smedt iniziò il periodo attivo a Roma. Sarebbe divenuto poi uno dei partecipanti di primo piano. De Smedt fu infatti uno dei più attivi padri conciliari liberali. Divenne infatti membro e portavoce di una delle commissione preparatorie, il Segretariato per l'unità dei cristiani.
Il 19 novembre 1962 fece un intervento straordinario nel corso della riunione plenaria del Concilio nella quale, come portavoce del Segretariato per l'unità dei cristiani, presentava delle osservazioni sul testo "Scrittura e tradizione". Di conseguenza, papa Giovanni XXIII decise che il progetto avrebbe dovuto essere rivisto a fondo.
Il 3 dicembre 1962, di fronte alla stampa mondiale, fece una feroce al clericalismo e al legalismo che secondo lui aveva governato l'interno della Chiesa e che riassunse nella parola di sua invenzione "trionfalismo".
Il Segretariato in seguitò si occupò principalmente delle questioni della libertà religiosa e del rinnovamento pastorale. Egli collaborò come relatore alla dichiarazione conciliare sulla libertà religiosa Dignitatis Humanae. Durante suoi interventi apparve come sostenitore dell'ecumenismo e della collegialità nella Chiesa.
Nel 1964 divenne vicepresidente del Segretariato che nel 1966 divenne un dicastero permanente della Curia romana.

## La questione di Lovanio
Nei primi anni '60 l'Università Cattolica di Lovanio era uno dei punti controversi nelle discussioni della comunità belga, essendosi creata una rivalità linguistica tra gli studenti e gli insegnanti francesi e i loro colleghi olandesi.
Un primo passo fu fatto nel 1962, con la scissione di fatto del vertice dell'ateneo. I vescovi del Belgio, come ente organizzatore, dichiararono di voler mantenere l'unità dell'Alma Mater e confermarono questo il 13 maggio 1966. Sul fronte fiammingo, in particolare tra le associazioni studentesche, l'evoluzione fu considerata insufficiente e venne combattuta una lotta feroce nota come "caso Lovanio".
Nel 1966 De Smedt ruppe i ranghi con gli altri vescovi del Belgio e si dichiarò favorevole al mantenimento dell'unità dell'università. Il 2 febbraio 1968, di fronte ad un raduno della Lega dei contadini, monsignor De Smedt fece una dichiarazione sorprendente in cui dichiarava di "essersi grossolanamente sbagliato" aderendo al progetto di unità delle due ali accademiche. Non molto tempo dopo la scissione divenne un dato di fatto.
Nel 1968 infatti si arrivò alla separazione in un'università fiamminga (Katholieke Universiteit Leuven) e una francofona (Université catholique de Louvain). Nel 1970 i due atenei abbandonarono legalmente la loro struttura unitaria. La Katholieke Universiteit Leuven rimase nella vecchia sede mentre la Université catholique de Louvain realizzò un nuovo complesso a Ottignies-Louvain-la-Neuve.

## Ultimi anni di vita e morte
Il 15 dicembre 1984 papa Giovanni Paolo II accettò la sua rinuncia al governo pastorale della diocesi di Bruges per raggiunti limiti d'età.
Morì a Bruges il 1º ottobre 1995 all'età di 85 anni.

## Genealogia episcopale e successione apostolica
La genealogia episcopale è:
- Cardinale Scipione Rebiba
- Cardinale Giulio Antonio Santori
- Cardinale Girolamo Bernerio, O.P.
- Arcivescovo Galeazzo Sanvitale
- Cardinale Ludovico Ludovisi
- Cardinale Luigi Caetani
- Cardinale Ulderico Carpegna
- Cardinale Paluzzo Paluzzi Altieri degli Albertoni
- Papa Benedetto XIII
- Papa Benedetto XIV
- Papa Clemente XIII
- Cardinale Marcantonio Colonna
- Cardinale Giacinto Sigismondo Gerdil, B.
- Cardinale Giulio Maria della Somaglia
- Cardinale Carlo Odescalchi, S.I.
- Vescovo Eugène de Mazenod, O.M.I.
- Cardinale Joseph Hippolyte Guibert, O.M.I.
- Cardinale François-Marie-Benjamin Richard de la Vergne
- Cardinale Pietro Gasparri
- Cardinale Clemente Micara
- Cardinale Jozef-Ernest Van Roey
- Vescovo Emiel-Jozef De Smedt

La successione apostolica è:
- Vescovo Maurits Gerard De Keyzer (1962)
- Vescovo Eugeen Laridon (1976)

## Opere
- Het grote mysterie, Tielt, 1955
- Christelijk buurtleven. Een weg tot parochiale vernieuwing, Tielt, 1959
- Het priesterschap van de gelovigen, Tielt, 1961
- Voor een klimaat van vrijheid: persoonlijke beslissing en kerkelijke verbondenheid, Brussel, 1967
- Dag vriendelijk licht. Voor een hartelijke kerk, Tielt, 1975
- Zaad van vreugde: zo wat gedachten voor goede en kwade dagen, Tielt, 1978
- Van dieren en mensen: zo wat gedachten voor goede en kwade dagen, Tielt, 1979
- Man en vrouw schiep Hij hen: ethische oriëntaties in de seksuele opvoeding, Tielt, 1979
- Met minnende kracht, Tielt, 1981
- Signalen van een blije morgen: zo wat gedachten voor goede en kwade dagen, Tielt, 1984